# 사가정 (고치현)
사가정(일본어: 佐賀町)은 일본 고치현 서부에 있던 정이다.
2006년 3월 20일에 인접한 오가타정과 대등합병해 구로시오정이 되어, 소멸하였다.

## 역사
- 1889년 4월 1일 - 정촌제 시행에 의해 15개촌을 중심으로 구역을 확장해 사가촌이 성립하였다.
- 1940년 11월 3일 - 정으로 승격해 사가정이 되었다.
- 1957년 4월 1일 - 오가타정의 일부를 편입하였다.
- 2006년 3월 20일 - 오가타정과 합병해 구로시오정이 성립하였다. 동일 사가정은 폐지되었다.

## 참고 문헌
- 角川日本地名大辞典編纂委員会,『角川日本地名大辞典 39 高知県』1983, 角川書店